# Makambako
Makambako, cunoscut și sub numele de Makumbako  este un oraș  în  partea de sud-vest a Tanzaniei,în regiunea Iringa.